# Clelia Matania
Clelia Matania (* 28. März 1918 in London, England; † 14. Oktober 1981 in Rom, Italien) war eine britisch-italienische Schauspielerin.

## Leben
Matania wuchs als Tochter italienischer Einwanderer in London auf, wo sie die Royal Academy of Dramatic Art besuchte. Als ihre Familie nach Italien zurückkehrte, ging sie an Anton Giulio Bragaglias Teatro delle Arti. Ab der zweiten Hälfte der 1930er Jahre begann ihre Karriere beim italienischen Film. Bis 1981 wirkte sie an insgesamt 81 Spielfilmen mit, darunter auch zahlreiche internationale Produktionen. Zu den bekanntesten Filmen zählen Quo vadis? und Krieg und Frieden, allerdings wirkte sie in diesen Werken jeweils in einer nicht im Abspann genannten Nebenrolle. Eine gewisse internationale Bekanntheit erreichte sie erst 1973 durch ihre Rolle der Wendy in Nicolas Roegs Horrorfilm Wenn die Gondeln Trauer tragen.

## Filmografie (Auswahl)
- 1951: Quo vadis? (Quo Vadis)
- 1952: Totò und die Frauen (Totò e le donne)
- 1956: Krieg und Frieden (War and Peace)
- 1957: Die Monte Carlo Story (Monte Carlo)
- 1957: In einem anderen Land (A Farewell to Arms)
- 1958: Anna von Brooklyn (Anna di Brooklyn)
- 1961: Nofretete – Königin vom Nil (Nefertite, regina del Nilo)
- 1961: Schöne Witwen sind gefährlich (Five Golden Hours)
- 1965: Kampf in der Villa Fiorita (The Battle of the Villa Fiorita)
- 1969: Das Geheimnis von Santa Vittoria (The Secret of Santa Vittoria)
- 1969: Der blauäugige Bandit (Barbagia (La società del malessere))
- 1971: Vor Einbruch der Nacht (Juste avant la nuit)
- 1973: Wenn die Gondeln Trauer tragen (Don’t Look Now)
- 1975: Das ganz große Ding (La baby sitter)